# Ipomoea calantha
Ipomoea calantha är en vindeväxtart som beskrevs av August Heinrich Rudolf Grisebach. Ipomoea calantha ingår i släktet praktvindor, och familjen vindeväxter. Inga underarter finns listade i Catalogue of Life.